# Мерцалове (Орловська область)
Мерцалове (рос. Мерцалово) — присілок Урицького району Орловської області Російської Федерації. Входить до складу Луначарського сільського поселення.

## Географія
Село знаходиться у центральній частині Середньоросійської височини, у межах степової та лісостепової зон, на території Урицького району Орловської області.
Розташоване на річці Цон, за 9 км від районного центру Наришкіно, та у 22 км від обласного центру міста Орел.

## Клімат
Клімат села помірно-континентальний, з м'якою зимою та теплим літом. Опадів більше випадає влітку і на початку осені.

## Населення
| 2002 | 2008 | 2010 |
| 31   | ↘ 28 | ↘ 27 |

## Пам'ятки
Поблизу села знайдено земляні вали на місці давньоруського городища XI-XIII століття.